# Synoicum jordani
Synoicum jordani is een zakpijpensoort uit de familie van de Polyclinidae. De wetenschappelijke naam van de soort is, als Aplidiopsis jordani, voor het eerst geldig gepubliceerd in 1899 door Ritter.